# Jodia sericea
Jodia sericea là một loài bướm đêm trong họ Noctuidae.